# Adelskalender

Matrikel öfver Svea rikes ridderskap och adel (1816).

Adelskalender är den för Europa vedertagna beteckningen för en genealogisk sammanställning av nu levande adel. I många länder som har eller har haft ett riddarhus eller motsvarande institution utges en periodisk adelskalender.

## Exempel på adelskalendrar

### Europa
- Finlands Ridderskaps och Adels kalender
- Almanach de Gotha

### Sverige
- Sveriges Ridderskap och Adels kalender (1854–)
- Svensk adelskalender (1898–1905)
- Kalender öfver i Sverige lefvande ointroducerad adel (1886, 1899)
- Sveriges ointroducerade adels kalender (1912–1944)
- Kalender över Ointroducerad Adels Förening (1935–)